# Jeff Marsh
Pour les articles homonymes, voir Marsh.
Jeff Marsh est un compositeur et producteur américain né le 30 juin 1961 à Sarasota, Floride (États-Unis).

## Filmographie

### comme compositeur
- 1981 : Entertainment Tonight (série télévisée)
- 1988 : Beyond Tomorrow (en) (série télévisée)
- 1989 : The Electric Crayon
- 1990 : The Devil's Gas
- 1990 : Flash (The Flash) (TV)
- 1991 : Detective X
- 1991 : Myster Mask ("Darkwing Duck") (série télévisée)
- 1992 : How'd They Do That? (série télévisée)
- 1993 : Vengeance de Flic (Shadow Force)
- 1994 : Galaxy Beat
- 1995 : Strike Back
- 1996 : Space Kids
- 1996 : SeaTek
- 1996 : The Tomorrow Man (TV)
- 1996 : Hola amigos
- 1996 : Behind Closed Doors with Joan Lunden (série télévisée)
- 1997 : Alien Vacation
- 1997 : Les Rois du Texas (King of the Hill) (série télévisée)
- 1998 : Frères de sang (Wind River)
- 1999 : Farlig flykt
- 2000 : Comanche
- 2000 : Séisme imminent (Ground Zero)
- 2000 : Something Else (vidéo)
- 2001 : Inferno : Au cœur de la fournaise
- 2001 : Love, Sex & Murder
- 2001 : Burning Down the House
- 2001 : La Justice d'une mère (A Mother's Testimony) (TV)
- 2001 : The Right Man for the Job
- 2002 : Unspeakable
- 2003 : A Fight for Glory
- 2004 : Knotted
- 2006 : Being Steven Spielberg
- 2006 : Dog Lover's Symphony

### comme producteur
- 2000 : Something Else (vidéo)